# نبات ملحي

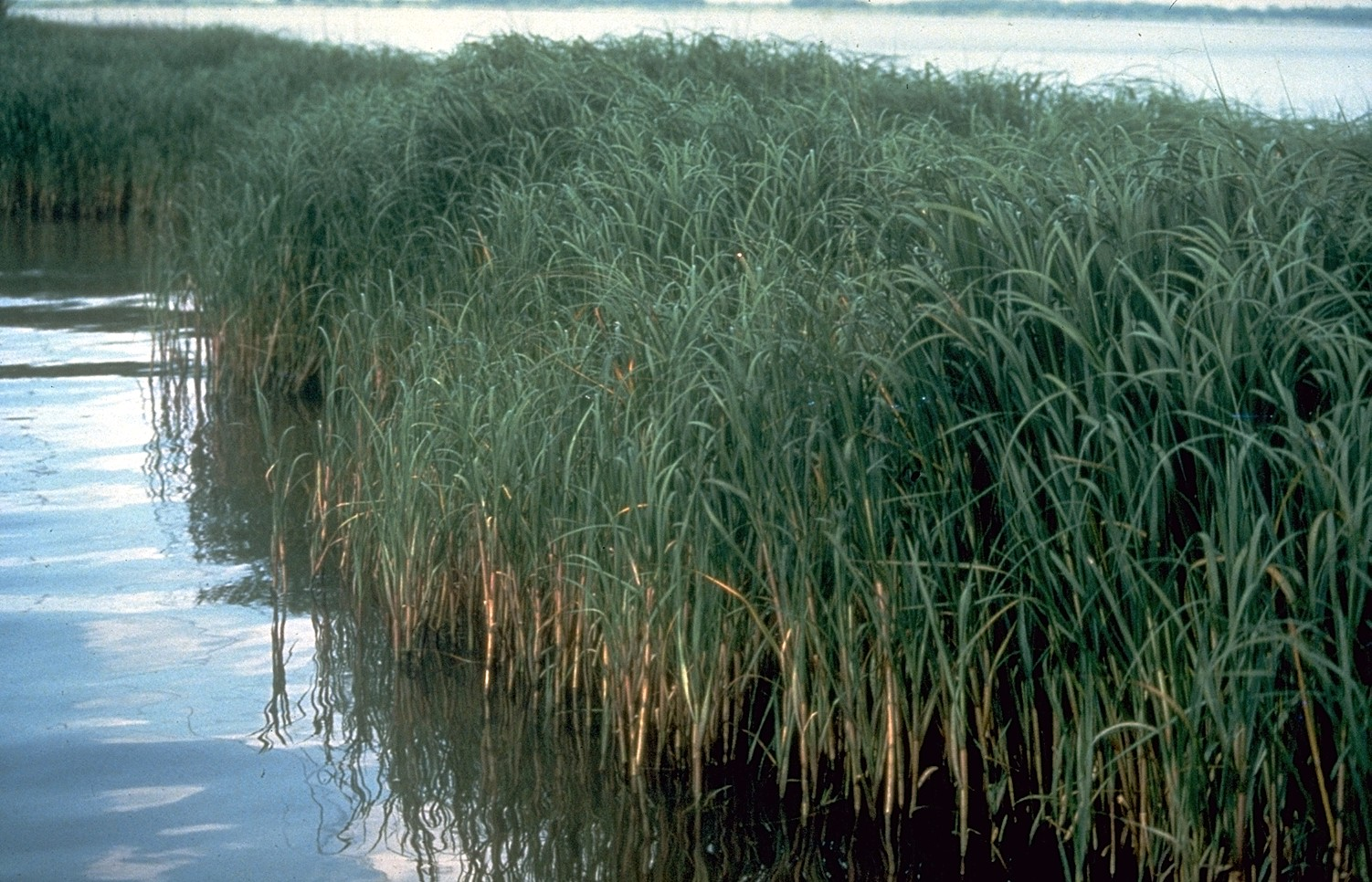
سبارتينا، نبات ملحي.

نَبَاتٌ مِلْحِيّ أو نبات متحمل للملوحة (بالإنجليزية: halophyte)‏ هي النباتات التي تنمو في المناطق المالحة كشبه الصحراء /الصبخة/ الأهوار / الأخدود، وتتأثر بالملوحة من خلال الجذر أو الرش الملحي، توجد بنسبة قليلة حوالي 2% بينما تشكل النباتات غير الملحية الغالبية العظمى.، يمكن للنباتات الملحية ان تعيش في وسط ملحي، أعشاب السبارتنا يمكن ريها بمياه البحر التي تحتوي عادة على 40 جرام لكل لتر من الملح الذائب (أغلبها كلوريد الصوديوم).
يمكن اعتبار الشعير والنخيل نباتات ملحية. لأنها تنمو في أراضي ملوحتها 5 جرام /لتر, كذلك الفاصوليا والارز تنمو في مناطق نسبة ملوحتها 1-3 جرام /لتر من ناحية أخرى تنمو النباتات غير الملحية وأغلب المحاصيل إضافة إلى السليكورنيا «الخريزة» في مناطق تحتوي على 70 جرام /لتر مواد صلبة مذابة.
تتكيف النباتات الملحية مع البيئة الملحية إما بتقبلها للأملاح وتحملها أو تجنبها، على سبيل المثال :النباتات قصيرة الأجل تكمل دورة حياتها خلال مع الحفاظ على تركيز الأملاح داخلها وذلك بالتخلص من الأملاح الزائدة عن طريق ترسيبها في الأوراق التي تسقط لاحقا أو إفرازها للخارج.

## وقود حيوي
يجرى حاليا دراسات على النبات الملحي لاستخدامه وقود حيوي للسلائف، أيضا يعتبر مصدرا واعدا للديزل الحيوي أو الكحول الحيوي نظرا لإمكانية زراعته في بيئة قاسية.